# Russell Holmes
Russell Kenneth Holmes (Anaheim, 1º luglio 1982) è un dirigente sportivo, pallavolista e allenatore di pallavolo statunitense, centrale, tecnico e proprietario degli Utah Stingers.

## Carriera

### Club
La carriera di Russell Holmes inizia a livello scolastico nella Fountain Valley HS, per proseguire a livello giovanile nel Long Beach. Dal 2004 al 2008 fa parte della squadra della Brigham Young, con la quale prende parte alla NCAA Division I, saltando tuttavia la prima stagione, nella quale la sua squadra vince il titolo.
Appena terminata l'università, partecipa per la prima volta a un campionato professionistico, prendendo parte alla Liga de Voleibol Superior Masculino 2008 con i Changos de Naranjito. Gioca poi per due stagioni per il Tirol, col quale si aggiudica due titoli austriaci, due Coppe d'Austria e una edizione della Middle European League.
Dopo una stagione nella Superliga brasiliana col Minas, gioca per due stagioni nel massimo campionato polacco col Jastrzębski Węgiel. Nella stagione 2013-14 all'İstanbul BB, nel massimo campionato turco. Torna in Polonia nella stagione successiva, questa volta vestendo la maglia dell'Asseco Resovia per un biennio, club col quale si aggiudica uno scudetto.
Dopo un periodo di inattività, nel febbraio 2017 viene ingaggiato per gli ultimi mesi di campionato dal Paris, nella Ligue A francese; in seguito rientra in patria col Blizzard, aggiudicandosi lo NVA Showcase 2017. Nel 2020 torna brevemente in campo con gli Utah Stingers, di cui è proprietario, in occasione di un altro NVA Showcase. Dopo un'annata di inattività, rientra in campo per la NVA 2022 nel ruolo allenatore-giocatore degli Utah Stingers.

### Nazionale
Nel 2009 esordisce nella nazionale statunitense in occasione della World League. nel 2012 è prima finalista alla World League, per poi prendere parte ai Giochi della XXX Olimpiade di Londra.
Successivamente vince la medaglia d'oro alla World League 2014, seguita a sua volta dall'argento alla NORCECA Champions Cup 2015, dal bronzo alla World League 2015 e alla Coppa del Mondo 2015.

### Dirigente
Nel 2017 diventa direttore operativo della neonata NVA, mentre nel 2019 fonda all'interno della medesima lega la propria franchigia, dando vita agli Utah Stingers.

## Palmarès

### Club
- Campionato austriaco: 2

2008-09, 2009-10
- Campionato polacco: 1

2014-15
- Coppa d'Austria: 2

2008-09, 2009-10
- NVA Showcase: 1

2017
- Middle European League: 1

2008-09

### Nazionale (competizioni minori)
- NORCECA Champions Cup 2015

### Premi individuali
- 2011 - Coppa del Mondo per club: Miglior muro
- 2016 - Champions League: Miglior centrale